# 謝顯 (正德戊辰進士)
謝顯（1470年—？年），字文謨，绍兴府上虞县人，浙江杭州府仁和縣匠籍。明朝政治人物。

## 生平
治《易經》，行一，由國子生中式戊午科（1498年）浙江鄉試第七十九名舉人，年三十九歲中式正德三年（1508年）戊辰科會試第一百三十八名，第三甲第一百八十一名進士。官知县。

## 家族
曾祖谢胜昌。祖父谢岳三。父谢德升。母卫氏。永感下。弟谢彰。